# Phyllanthus sanjappae
Phyllanthus sanjappae är en emblikaväxtart som beskrevs av Tapas Chakrabarty och Mohan Gangopadhyay. Phyllanthus sanjappae ingår i släktet Phyllanthus och familjen emblikaväxter. Inga underarter finns listade i Catalogue of Life.